# Zuikaku
Die Zuikaku (japanisch 瑞鶴 ‚glücklicher Kranich‘) war ein Flugzeugträger der Shōkaku-Klasse der Kaiserlich Japanischen Marine, der im Zweiten Weltkrieg zum Einsatz kam.

## Geschichte

### Konstruktion und Bau
Die Zuikaku wurde auf der Werft von Kawasaki in Kōbe auf Kiel gelegt, ihr Stapellauf fand am 27. November 1939 statt. Ihr Bau hatte ein halbes Jahr nach dem ihres Schwesterschiffs Shōkaku begonnen, die Indienststellung erfolgte allerdings nur einen Monat nach der Shōkaku am 25. September 1941.
Zusammen mit ihrem baugleichen Schwesterschiff gehörte sie zu den ersten japanischen Kriegsschiffen mit einem sogenannten Wulstbug, der den Widerstandswert des Rumpfes während der Fahrt reduzierte. Man ordnete diesen Wulst hinter dem vorderen Lot an, was der Optimierung für ein schlankes Schiff bei hohen Fahrtstufen entsprach. Bei den später gebauten Schiffen der Yamato-Klasse mit ihrem fülligeren Rumpf und geringeren Geschwindigkeiten wurde hingegen die hierfür günstigere vorspringende Tropfenform gewählt.
Die Zuikaku konnte bis zu 84 Flugzeuge transportieren, die sich im Verlaufe ihrer Dienstzeit aus verschiedenen Typen zusammensetzten. Dazu gehörten unter anderem Nakajima B5N, Mitsubishi A6M und der trägergestützte Sturzkampfbomber Marine-Typ-99 Aichi D3A.

### Einsätze
Ab 1941 bildete sie mit ihrem Schwesterschiff die 5. Trägerschwadron, die der Kidō Butai angehörte und am Angriff auf Pearl Harbor teilnahm. Am 7. Dezember 1941 starteten von ihrem Flugdeck zwei Wellen zum Angriff auf amerikanische Flugplätze. Die erste Welle bestand aus 25 D3A-Sturzkampfbombern, die das Wheeler-Flugfeld auf Oʻahu bombardierten, und fünf A6M-Jagdflugzeugen, die gemeinsam mit Maschinen der Shōkaku ein Flugfeld bei Kaneohe angriffen. Ihre zweite Welle bestand aus 27 B5N-Torpedobombern, die 250-kg- und 60-kg-Bomben auf Gebäude und Hangars der Joint Base Pearl Harbor-Hickam abwarfen. Gemeinsam mit ihrem Schwesterschiff stellte die Zuikaku auch Jagdflugzeuge zum Eigenschutz der japanischen Flotte während der Angriffe ab.
Während der folgenden großen japanischen Offensive im Pazifikkrieg war sie an Angriffen auf Rabaul und Lae im Januar 1942 und an der Attacke im Indischen Ozean beteiligt. Während der Schlacht im Korallenmeer zur Vorbereitung der japanischen Landung bei Port Moresby in Neuguinea im Mai 1942 schalteten ihre Kampfflugzeuge die Lexington aus und beschädigten die Yorktown. Da ihre Flugzeugkampfgruppe danach stark dezimiert war, konnte sie an der Schlacht um Midway nicht teilnehmen.
Nach der Wiederherstellung der Kampfkraft wurde sie der Trägergruppe unter Vizeadmiral Nagumo Chūichi unterstellt und nahm an der Schlacht bei den Ost-Salomonen im August 1942 teil, bei der ihre Flugzeuge die Enterprise schwer beschädigten. In der Schlacht bei den Santa-Cruz-Inseln Ende Oktober 1942 gelang ihren Flugzeugstaffeln das gleiche nochmals, außerdem beschädigten sie die Hornet so schwer, dass diese am nächsten Tag aufgegeben werden musste und am Folgetag versenkt werden konnte. Auch an der letzten japanischen Luftoffensive im April 1943 gegen amerikanische Schiffe vor Tulagi und Guadalcanal nahmen die Trägerflugzeuge der Zuikaku teil und erzielten einige Erfolge.
In der Schlacht in der Philippinensee im Juni 1944 wurde sie vom gegnerischen Radar früh geortet und von einer Bombe leicht beschädigt. Ihre fliegenden Verbände wurden aber sehr stark dezimiert (siehe auch: Marianen-Truthahnschießen).

### Untergang

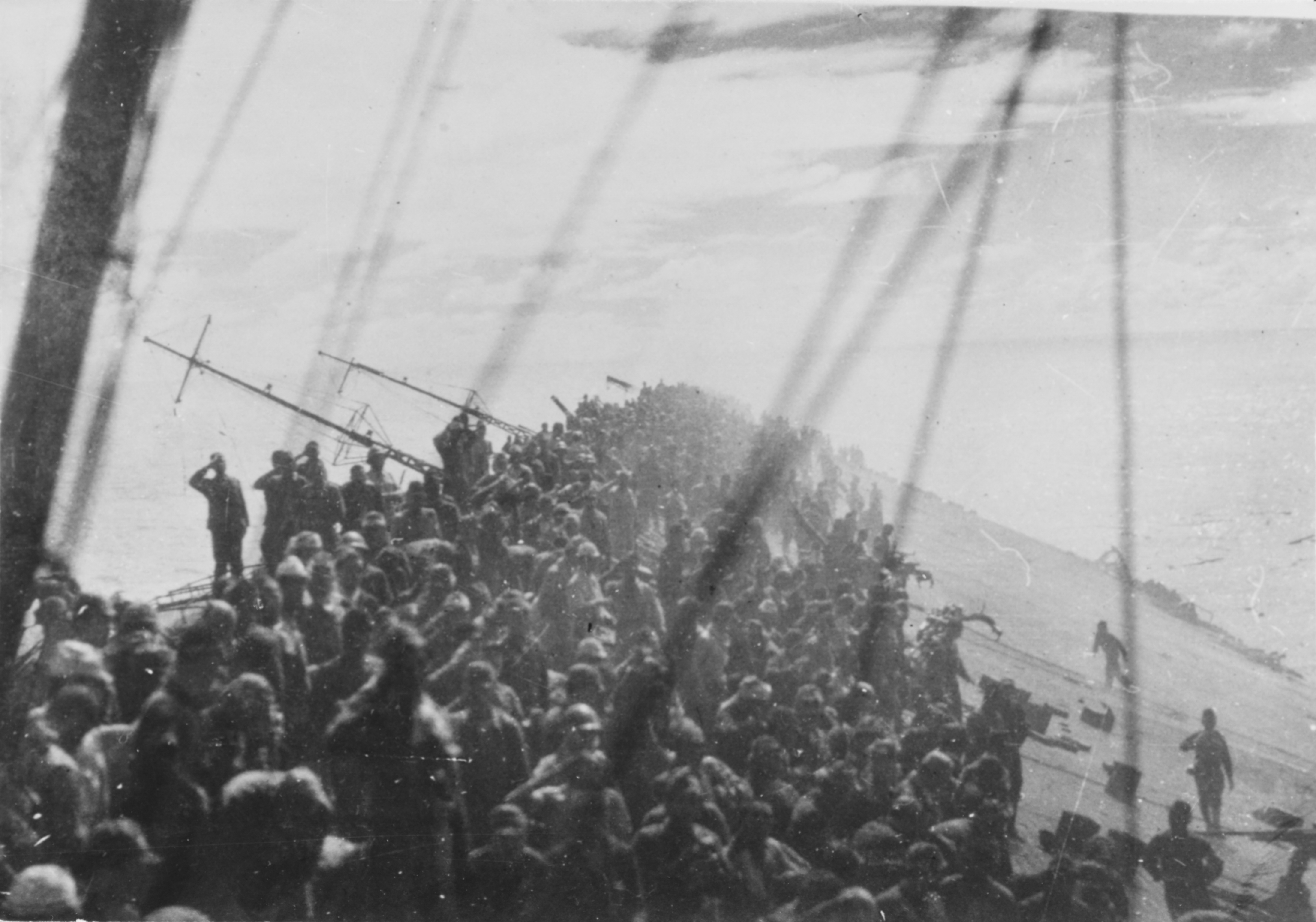
Die Besatzung der Zuikaku salutiert auf dem Deck ihres sinkenden Trägers, als am 25. Oktober 1944 gegen 14 Uhr die Flagge niedergeholt wird

In der See- und Luftschlacht im Golf von Leyte im Oktober 1944 war die Zuikaku unter Kommandant Kapitän Kaizuka Takeo mit den verbliebenen japanischen Trägern Teil der nördlichen Ablenkungsgruppe unter Vizeadmiral Ozawa Jisaburō in die Seeschlacht vor dem Kap Engaño verwickelt. Mit nur 13 eigenen Jagdflugzeugen, die sich als Eigensicherung in der Luft befanden, wurde sie am 25. Oktober 1944 von rund 80 amerikanischen Flugzeugen in mehreren Wellen von 8:35 Uhr bis 13:25 Uhr angegriffen. Im folgenden Gefecht wurde sie von sieben Torpedos und neun Bomben getroffen. Die Torpedos trafen überwiegend die Backbordseite des Schiffs und verursachten schwere Wassereinbrüche, die zu einer nicht mehr zu korrigierenden Schlagseite führten. Gegen 14:14 Uhr kenterte das Schiff nach Backbord und ging über das Heck unter. 862 Mann der Zuikaku konnten durch die japanischen Zerstörer Wakatsuki und Kuwa aufgenommen werden, 842 Seeleute und der Kommandant starben während der Luftangriffe oder gingen mit dem Schiff unter.

### Wrack
Die vermutete Position des Wracks der Zuikaku liegt bei den Koordinaten 19° 20′ N, 125° 51′ O.

## Liste der Kommandanten
| Nr. | Name                                        | Beginn der Amtszeit | Ende der Amtszeit | Bemerkungen                                         |
| --- | ------------------------------------------- | ------------------- | ----------------- | --------------------------------------------------- |
| 1.  | Kapitän zur See Yokokawa Ichibei            | 25. September 1941  | 5. Juni 1942      | seit 15. November 1940 mit der Baubelehrung betraut |
| 2.  | Kapitän zur See Nomoto Tameki               | 5. Juni 1942        | 21. Juni 1943     |                                                     |
| 3.  | Kapitän zur See Kikuchi Tomozo              | 21. Juni 1943       | 18. Dezember 1943 |                                                     |
| 4.  | Kapitän zur See/Konteradmiral Kaizuka Takeo | 18. Dezember 1943   | 25. Oktober 1944  | mit dem Schiff untergegangen                        |